# Mezquita de Jarque
Pour les articles homonymes, voir Jarque.
Mezquita de Jarque est une commune d’Espagne, dans la Comarque de Cuencas Mineras, province de Teruel, communauté autonome d'Aragon.